# Madinur, Koppal
Madinur là một làng thuộc tehsil Koppal, huyện Koppal, bang Karnataka, Ấn Độ.